# João Manuel Correia Taborda
João Manuel Correia Taborda (Freixo de Espada à Cinta, 24 de dezembro de 1839 — ?) foi secretário-geral de governo da Índia, além de em três oportunidades ter sido governador interino.